# 李埃克斯 (新墨西哥州)
李埃克斯（英語：Lee Acres）是位於美國新墨西哥州聖胡安縣的普查規定居民點。

## 人口
根據2020年美國人口普查的數據，李埃克斯的面積為27.16平方千米，當中陸地面積為26.74平方千米，而水域面積為0.42平方千米。當地共有人口4170人，而人口密度為每平方千米153.53人。